# Station Knivsta
Knivsta is een spoorwegstation in de gemeente Knivsta in de Zweedse provincie Uppsala.

## Geschiedenis
In 1866 werd de Ostkustbanan  langs Knivsta aangelegd en 10 jaar later werd het station gebouwd op het terrein van de Särsta gård. Het werd ontworpen door spoorwegarchitect Adolf W. Edelsvärd in de destijds zeer populaire Zwitserse stijl, ook wel Habo-model genoemd. Verscheidene andere stations, zoals Bodafors, Pori, Lammhult en Tenhult, werden in dezelfde stijl gebouwd. Het stationsgebouw werd voor het eerst gemoderniseerd in 1929, het is later verkocht en dient niet langer als wachtkamer voor passagiers. In de gesprekken die plaatsvinden over een uitbouw van lijn tot vier sporen tussen Myrbacken, ten zuiden van Knivsta, tot Uppsala zijn verschillende opties voor het stationsgebouw naar voren gebracht, waaronder verplaatsing of sloop.

## Reizigersverkeer
Het station wordt bediend door SJ en SL dat in december 2012 de stoptreindienst overnam van Upptåget. Sindsdien rijdt de Stockholmse pendeltåg naar Uppsala C.. Knivsta is een grote forensenstad en het is dan ook een zeer druk station. 

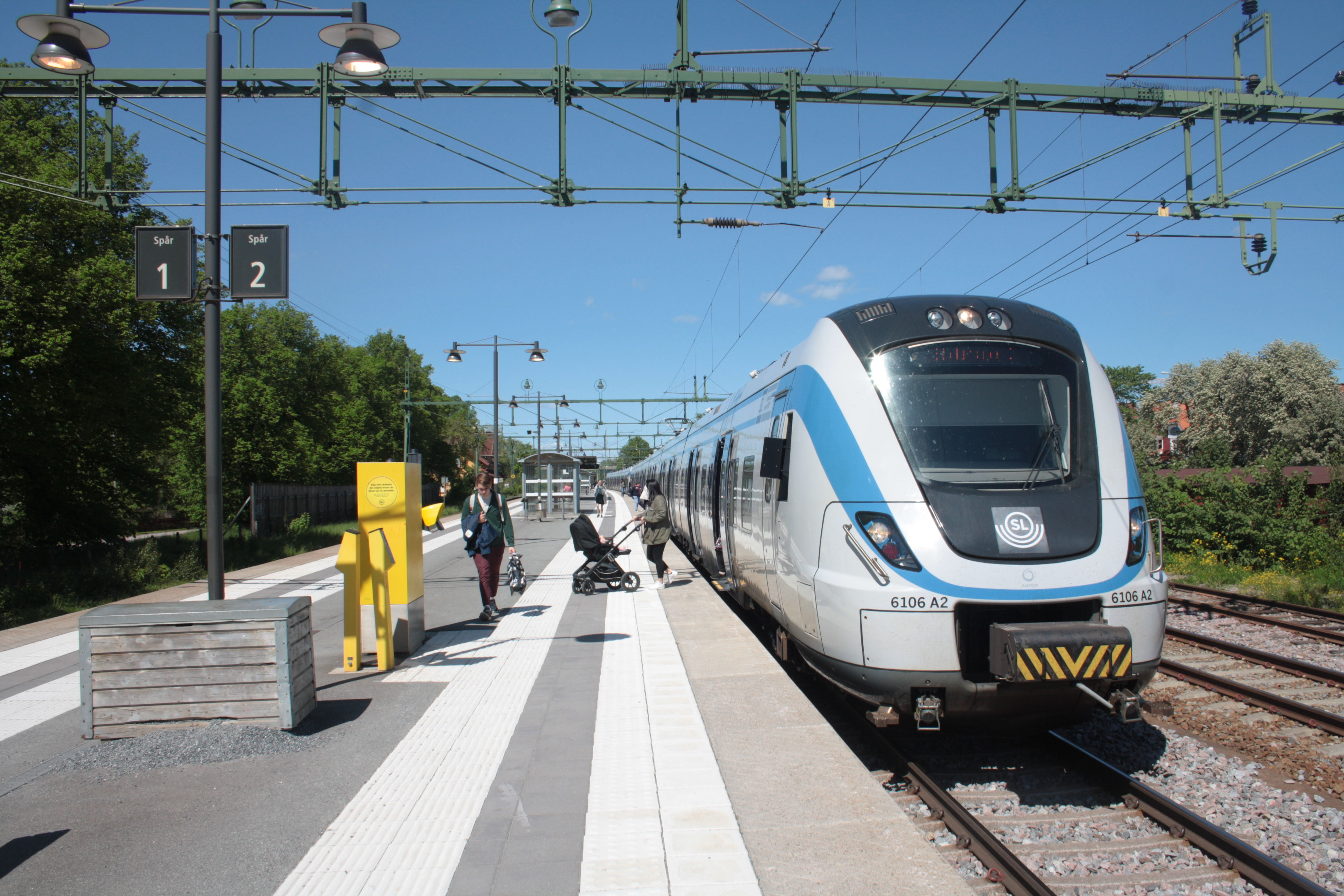
De pendeltåg naar Uppsala.
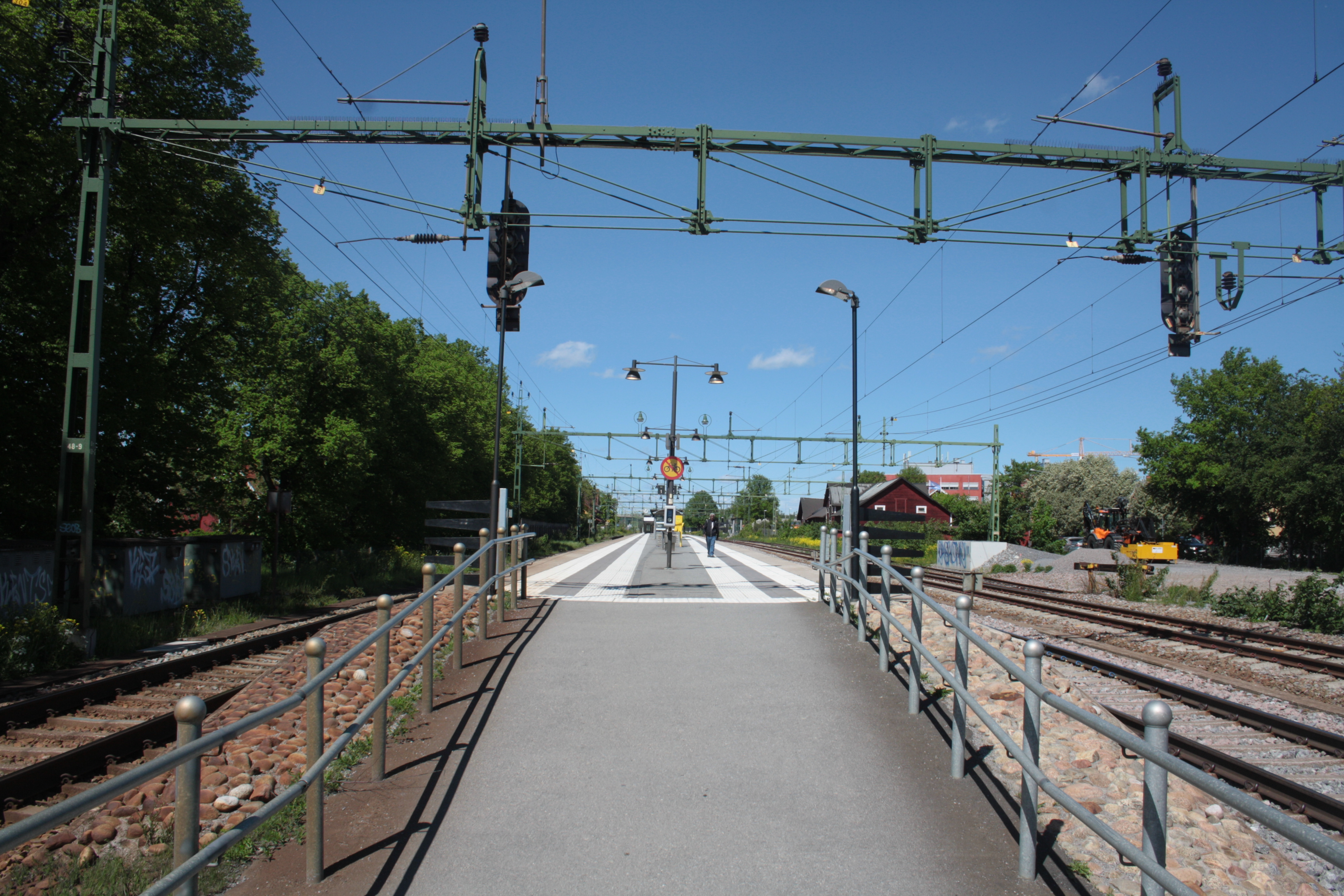
De zuidelijke toegang.
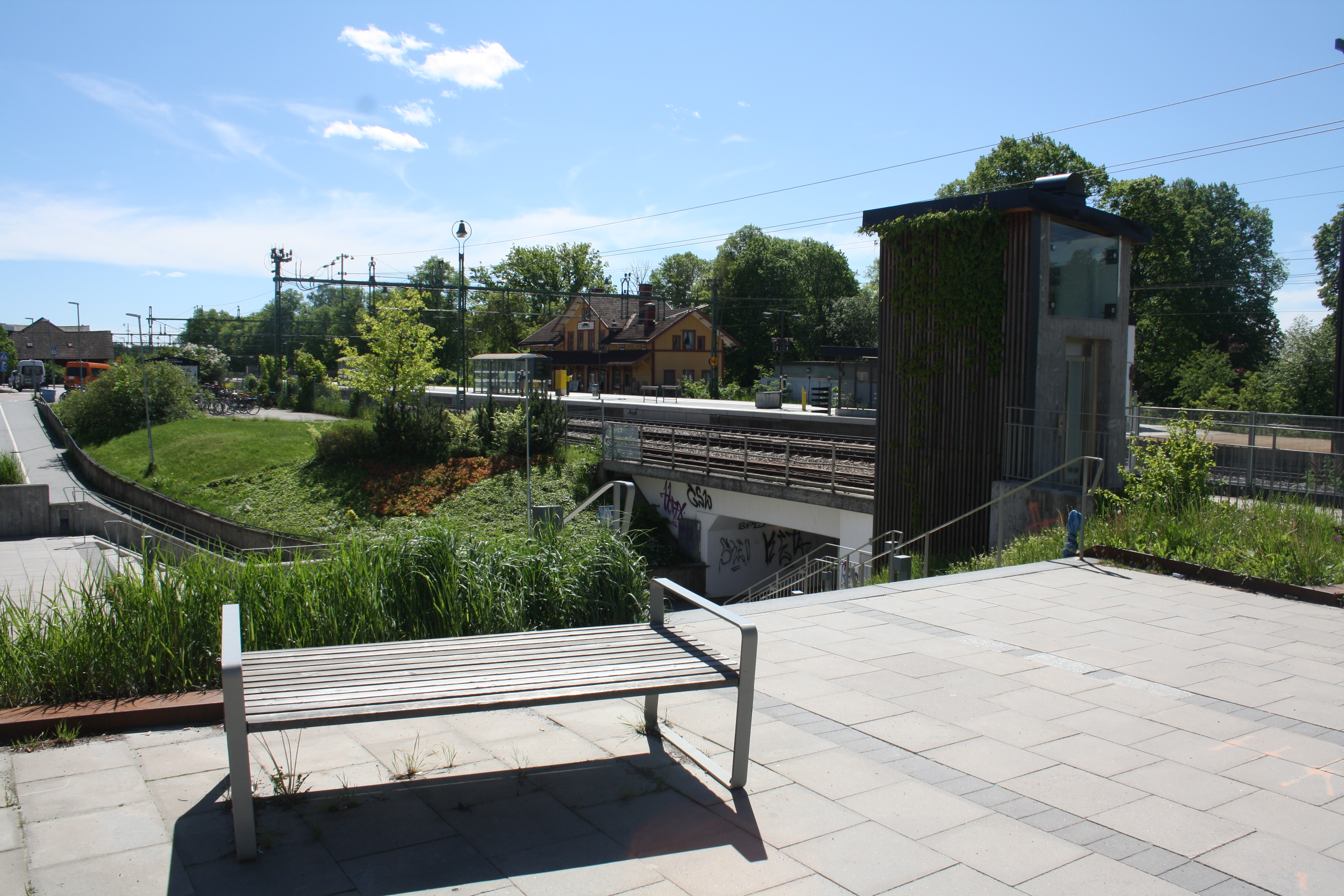
De noordelijke toegang.